# Calliope (torpediniera)
La Calliope è stata una torpediniera della Regia Marina e successivamente una corvetta della Marina Militare.

## Storia

### La seconda guerra mondiale
Una volta in servizio la nave disimpegnò un primo periodo di addestramento nelle acque del Mar Ligure.
All'inizio del 1939 la Calliope effettuò una crociera che la condusse a Tripoli.
La nave venne poi assegnata alla II Squadriglia Torpediniere nell'ambito della Divisione Scuola Comando di base ad Augusta.
All'ingresso dell'Italia nella seconda guerra mondiale la nave faceva parte della XIII Squadriglia Torpediniere di base a Messina, che formava insieme alle gemelle Calipso, Circe e Clio. Nei primi mesi della guerra operò nelle acque dell'Italia meridionale con compiti di vigilanza e caccia antisommergibile e scorta a navi maggiori. Successivamente l'unità venne destinata a missioni di scorta da e per la Libia e lungo le coste di Cirenaica e Tripolitania, ed in seguito anche tra l'Egeo e l'Africa settentrionale. Poco prima della perdita della Tunisia la Calliope svolse anche alcune missioni di evacuazione di truppe italo-tedesche da Biserta verso la Sicilia. Complessivamente la nave, dal giugno 1940 al settembre 1943, svolse 138 missioni di guerra (117 delle quali di scorta al traffico mercantile) totalizzando oltre 77.500 miglia nautiche percorse. Durante tale attività la Calliope ebbe modo di svolgere alcune cacce antisom dall'esito non accertato, di abbattere 6 velivoli nemici (e di recuperare i sopravvissuti di cinque di essi) e di recuperare naufraghi di navi sia italiane che inglesi.
Alle sette di sera del 16 giugno 1940 l'unità faceva parte di un rastrello antisom insieme alle gemelle Polluce, Circe e Clio, quando quest'ultima avvistò il periscopio di un sommergibile, dal quale poi partirono alcuni siluri: la Circe, la Polluce e la Clio, evitate le armi, iniziarono a gettare bombe di profondità sul punto dell'avvistamento finché, al nono passaggio, emerse una grossa quantità di rottami. L'unità affondata era il sommergibile britannico Grampus, che s'inabissò nel punto 37°05' N e 17°30' E (105 miglia a levante di Siracusa), senza superstiti tra i 59 membri dell'equipaggio.
Il 24 febbraio 1941 la torpediniera lasciò Napoli per scortare a Tripoli, insieme al cacciatorpediniere Vivaldi ed alle torpediniere Orsa e Procione, un convoglio composto dai trasporti tedeschi Arcturus, Alikante, Giulia, Leverkusen e Wacthfels.
Dal 1° al 3 marzo scortò sulla rotta di rientro Tripoli-Napoli, insieme al Vivaldi, all'Orsa ed alla Procione, i piroscafi Alicante, Arcturus, Leverkusen e Wachtfels.
Dal 18 al 21 aprile 1941 la nave scortò da Palermo a Tripoli, insieme alle vetuste torpediniere La Farina e Mosto ed alle più moderne Climene ed Orione (queste ultime due aggregatesi in seguito) un convoglio composto dai piroscafi Isarco, Nicolò Odero e Maddalena Odero e dalle navi cisterna, aggiuntesi in un secondo tempo, Luisiano ed Alberto Fassio.
Il 24 maggio la nave fu inviata, insieme alla gemella Perseo ed alla più anziana torpediniera Calatafimi, a rinforzare la scorta (cacciatorpediniere Freccia, torpediniere Procione, Orione e Pegaso) di un convoglio composto dai trasporti truppe Conte Rosso, Marco Polo, Esperia e Victoria, diretto in Libia. Perseo, Calliope e Calatafimi lasciarono il convoglio per tornare alla base alle 19.10 (in serata il convoglio fu attaccato dal sommergibile britannico Upholder che silurò ed affondò il Conte Rosso, con la morte di 1297 uomini).
Il 26 maggio la Calliope, insieme alle gemelle Circe, Clio e Perseo, effettuò una missione di posa di mine al largo di Malta(Cap Carlo Unger di Löwenberg).
A metà del 1941 assunse il comando della nave il capitano di corvetta Giuseppe Pighini, che rimase comandante dell'unità sino al luglio 1942: in una missione di scorta al comando di tale ufficiale la Calliope abbatté ben tre aerei su sei che avevano attaccato, impedendo che le unità del convoglio venissero danneggiate.
Alle 9.02 del 19 agosto 1941 il convoglio – partito alle 20.20 del 16 – che la Calliope stava scortando, formato dai piroscafi Una e Cadamosto, venne attaccato con il lancio di quattro siluri, al largo di Bengasi, dal sommergibile britannico Tetrarch: la torpediniera evitò due siluri e nemmeno i mercantili furono colpiti.
Il 4 agosto la Calliope salpò da Napoli, di scorta ad un convoglio composto dai piroscafi Nita, Aquitania, Ernesto, Nirvo e Castelverde (il resto della scorta era costituito dai cacciatorpediniere Gioberti, Geniere, Oriani, Aviere e Camicia Nera), cui poi si aggiunse la motocisterna Pozarica; il 6 agosto il Nita, fu colpito da aerei dell'830° Squadron britannico: il Camicia Nera e la Calliope cercarono di salvarlo, ma il trasporto affondò infine nel punto 35°15' N e 12°17' E (le altre navi del convoglio giunsero a destinazione l'indomani).
Nel corso del 1941 la torpediniera venne modificata con l'eliminazione delle poco efficaci mitragliere da 13,2 mm e la loro sostituzione con 8 armi da 20/65 mm. Vennero inoltre imbarcati altri due lanciabombe di profondità.
Il 18 agosto il sommergibile HMS Tetrarch lanciò diversi siluri contro la Calliope che si trovava ormeggiata nel porto di Bengasi, ma tutte le armi andarono a finire nelle reti parasiluri.
Il 29 settembre, alle sette di sera, la Calliope ed un'altra torpediniera, la Pegaso, partirono da Napoli di scorta ai piroscafi Savona e Castellon diretti a Bengasi, dove l'arrivo era previsto alle undici del 2 ottobre: lo stesso 2 ottobre, tuttavia, alle tre di notte, il convoglio venne attaccato dal sommergibile HMS Perseus che lanciò infruttuosamente due siluri contro il Savona ma colpì con un siluro il Castellon, che affondò in posizione 32°30' N e 19°09' E (ad una decina di miglia da Bengasi).
Il 2 ottobre 1941 la nave salpò da Bengasi insieme alla gemella Partenope e si aggregò alla scorta – cacciatorpediniere Euro, Gioberti, Antonio da Noli ed Antoniotto Usodimare – di un convoglio formato dai trasporti Vettor Pisani, Fabio Filzi, Rialto e Sebastiano Venier; il 5 ottobre la Rialto, fu affondata da aerosiluranti britannici dell'830° Squadron in posizione 33°30' N e 15°53' E (al salvataggio di 145 uomini che erano a bordo della nave provvide il Gioberti).
Dal 16 al 19 ottobre l'unità fece parte della scorta (cacciatorpediniere Folgore, Fulmine, Gioberti, Usodimare, Sebenico e da Recco) di un convoglio in navigazione da Napoli a Tripoli (trasporti Beppe, Marin Sanudo, Probitas, Paolina e Caterina), cui si aggregarono poi il motopeschereccio Amba Aradam e la torpediniera Cascino; il Beppe fu silurato il 18 dal sommergibile HMS Ursula, dovendo essere preso a rimorchio dal rimorchiatore Max Barendt, cui fornirono assistenza la stessa Calliope ed il cacciatorpediniere Da Recco, giungendo a Tripoli il 21, mentre il Caterina affondò nel punto a 62 miglia per 350° da Tripoli in seguito ai danni riportati in un attacco aereo; il resto del convoglio arrivò a Tripoli il 19.
Il 13 dicembre la Calliope e la vecchia torpediniera Cantore sarebbero dovute venire incontro alla IV Divisione incrociatori (Alberico da Barbiano ed Alberto di Giussano) diretta a Tripoli con un importante carico di carburante, ma la IV Divisione venne distrutta da cacciatorpediniere inglesi al largo di Capo Bon e non arrivò quindi al punto dell'incontro.
Alle tre del pomeriggio del 3 gennaio 1942 la Calliope, nell'ambito dell'operazione «M 43», salpò da Taranto per scortare a Tripoli, insieme alle torpediniere Aretusa, Orsa ed Antares, la moderna motonave Monviso e la grande motonave cisterna Giulio Giordani; il convoglio giunse indenne a destinazione il 5 gennaio.
Il 30 gennaio Orsa e Calliope lasciarono Tripoli di scorta al piroscafo San Giovanni Battista, che nello stesso giorno venne silurato da aerei Fairey Swordfish dell'830° Squadron della RAF, mentre transitava al largo di Zuara: il mercantile rimase a galla e, assistito dal cacciatorpediniere da Noli (inviato sul luogo il 31 gennaio) riuscì a rientrare in porto. Uno degli Swordfish inglesi andò perduto nell'attacco.
Alle 10.04 del 7 febbraio 1942 il sommergibile HMS Unbeaten lanciò quattro siluri contro il piroscafo Bosforo, in navigazione in posizione 34°20' N e 12°23' E scortato dalla Calliope: nessuna delle armi andò a segno.
Verso metà anno la torpediniera venne sottoposta a lavori di manutenzione ed imbarco di attrezzature antisom, terminandoli nel giugno 1942.
Verso le 23.30 del 4 luglio la Calliope lasciò il molo Lagora di La Spezia unitamente al moderno cacciatorpediniere Corsaro ed assunse la scorta dell'incrociatore pesante Bolzano e dell'incrociatore leggero Duca degli Abruzzi. Intorno alle cinque del 6 luglio il Bolzano si separò dalla formazione nello stretto di Messina facendo rotta per Messina, mentre le altre tre navi proseguirono alla volta di Navarino, dove giunsero alle due di quel pomeriggio.
A mezzanotte dell'8 luglio la torpediniera partì da Navarino ed alle quattro dell'indomani, al largo di Zante, si aggregò ad un convoglio composto dal piroscafo Enrichetta, dalla nave cisterna Po e dai dragamine Magnxet e Persiglia, scortati dalla vecchia torpediniera Mosto. Il convoglio giunse a Navarino a mezzogiorno.
Il 9-10 luglio la nave pattugliò le acque di Argostoli e della circostante costa greca alla ricerca di sommergibili nemici, poi, alle 16 del 10, diresse per aggregarsi ad un numeroso convoglio (quattro grandi e moderne motonavi scortate dai cacciatorpediniere Lampo, Freccia e Folgore e dalle torpediniere Orsa, Polluce, Circe e Partenope) diretto in Libia. Ad un centinaio di miglia dal litorale libico una motonave e due cacciatorpediniere si separarono e fecero rotta verso Tobruch, mentre le altre tre motonavi (Unione, Lerici e Ravello) con relativa scorta, Calliope compresa, diressero per Bengasi, giungendovi alle 17 dell'11 luglio.
Intorno alle otto di sera dello stesso giorno la nave ripartì da Bengasi insieme all’Orsa, al Freccia ed al Folgore e scortò a Brindisi, ove giunse alle 15.30 dell'indomani, le motonavi Nino Bixio e Monviso cariche di prigionieri.
Dopo undici giorni di sosta a Brindisi, all'una del pomeriggio del 13 luglio la Calliope e l’Orsa lasciarono il porto pugliese, e dopo cinque ore s'incontrarono, al largo di Santa Maria di Leuca, con la moderna motonave Vettor Pisani partita da Taranto con la scorta della torpediniera Antares: quest'ultima rientrò alla base tarantina, mentre il trasporto proseguì verso Bengasi insieme ad Orsa e Calliope. Alle 9.34 del 24 luglio la Vettor Pisani venne attaccata ad una decina di miglia da Capo Gherogambo da 9 aerosiluranti Bristol Beaufort scortati da 5 caccia Bristol Beaufighter: nonostante la reazione della scorta (la Calliope abbatté un aereo e l’Orsa due), la nave venne colpita da un siluro e da una bomba e, completamente in fiamme (era carica di benzina in fusti), venne presa a rimorchio dall’Orsa e da alcuni rimorchiatori e portata ad incagliare nei (alle 17.45 del giorno seguente) pressi di Argostoli, continuando a bruciare per alcuni giorni. Le unità di scorta ed alcuni MAS recuperarono circa 300 superstiti. Terminate le operazioni di soccorso, alle 18 del 25 luglio la Calliope assunse rotta per Taranto, dove giunse l'indomani mattina alle sei.
Alle dieci di sera del 26 luglio la torpediniera riparì ed il mattino seguente giunse a Brindisi, da dove ripartì alle due del pomeriggio per scortare a Bengasi, insieme al cacciatorpediniere Freccia, la motonave Monviso. Nella mattinata del 28 il convoglio fu individuato da ricognitori ed alle 12.12 venne attaccato da dieci aerosiluranti Beaufort: la Calliope ed il Freccia abbatterono un aereo ciascuno, ma la Monviso venne centrata da un siluro. Mentre il Freccia trainava a Navarino la nave danneggiata, la Calliope provvide alla ricerca di naufraghi e trasse in salvo tre avieri britannici, sbarcandoli quindi a Navarino.
Alle 00.45 del 30 luglio Calliope e Partenope lasciarono il porto per una missione di rastrello antisom lungo la costa greca, poi, alle 18.30, le navi si unirono ad un convoglio al largo di Navarino proseguendo con esso sino alle 21, quando si separarono nuovamente per ricominciare il rastrello.
Tra il 3 ed il 5 agosto la nave scortò un convoglio composto dalle motonavi Ankara, Nino Bixio e Sestriere (con destinazione Tobruk per la prima e Bengasi per le altre due; il carico era costituito da 92 carri armati, 340 automezzi, 3 locomotive, una gru, 292 militari, 4381 t di combustibili ed olii lubrificanti, 5256 t di altri rifornimenti), insieme ai cacciatorpediniere Legionario, Freccia, Corsaro, Folgore, Grecale e Turbine, nonché la torpediniera Partenope: le navi giunsero a destinazione nonostante numerosi ed intensi attacchi aerei; in quell'occasione si verificò peraltro il primo attacco condotto da velivoli statunitensi contro unità italiane (si trattò di un attacco di bombardieri Consolidated B-24 Liberator).
Il 14 agosto l'unità partì da Brindisi insieme alla gemella Castore e di scorta alla motonave Lerici, diretta Bengasi, aggregandosi poi ad un secondo convoglio partito dalla motonave Ravello scortata dal cacciatorpediniere Da Recco e dalla torpediniera Polluce. Alle 18.35 del 15 agosto, in posizione 34°50' N e 21°30' E, la Lerici fu centrata da due siluri lanciati dal sommergibile HMS Porpoise ed incendiata: da Recco, Castore e Ravello proseguirono verso Bengasi, la Polluce diede la caccia al sommergibile attaccante, danneggiandolo, mentre alla Calliope fu assegnato il compito di assistere la Lerici. In fiamme ed in lento affondamento di poppa, la motonave si rivelò ormai condannata e, a mezzogiorno dell'indomani, fu la stessa Calliope a doverla finire a cannonate, colandola a picco circa 120 miglia a settentrione di Ras Aamer. La torpediniera provvide quindi, insieme alla Polluce, al recupero dei naufraghi della Lerici, rientrando a Navarino il 16 mattina e da lì proseguendo a Patrasso ove giunse alle 20.30 e mise a terra i sopravvissuti della Lerici.
Il 17 agosto, verso le quattro, la Calliope ripartì da Patrasso ed effettuò un'infruttuosa missione di rastrello antisom al largo di Capo Dukato, per poi unirsi, alle 16.30, ad un convoglio – motonave Unione, cacciatorpediniere Folgore, torpediniera Antares – partito da un porto italiano e diretto a Patrasso, ove giunse alle 18.
Alle 11.30 del 18 la torpediniera ripartì per una nuova missione antisom tra Patrasso ed Argostoli ed al contempo scortò la motonave tedesca Ankara, tornando ad Argostoli alle sei del mattino del 19.
Alle 4.30 del 21 agosto la Calliope riprese il mare per un'altra missione di rastrello antisommergibile, dopo di che, dopo le 16, andò a prestare assistenza ad un convoglio che era stato pesantemente attaccato da aerei: mentre le altre unità riparavano a Corfù, la Calliope scortò la nave cisterna Pozarica, che era stata danneggiata, ed assieme ad un'altra torpediniera la portò a mettersi alla fonda nei pressi della costa, su fondali poco profondi, provvedendo inoltre a vigilare contro eventuali sommergibili per tutta la notte. Dopo che un'altra nave cisterna, scortata dalla torpediniera Antares, ebbe recuperato il carburante della Pozarica, la Calliope diresse per Corfù dove arrivò alle 12.30 del 22 agosto.
Alle quattro del pomeriggio del 24 agosto la Calliope e la torpediniera Orione effettuarono un rastrello antisom al largo di Capo Dukato (tra Corfù ed il canale di Corinto), proseguendo sino al 25 sera, dopo di che le due navi si misero alla fonda. Alle sei del mattino del 26 agosto Calliope ed Orione vennero incontro, all'imbocco del canale di Corinto, al convoglio composto da un trasporto scortato dal cacciatorpediniere da Recco e dalla torpediniera Centauro, fornendogli protezione antisom a distanza, dopo di che fecero rotta per il Pireo, arrivandovi a mezzogiorno. Alle 16 dello stesso giorno l'unità ripartì ed a mezzanotte giunse al largo di Creta, per un nuovo pattugliamento antisommergibile; dopo aver incontrato, alle dieci del mattino del 27, il convoglio da proteggere a distanza ed averlo seguito per alcune ore, all'alba del 28 (intorno alle quattro del mattino) la nave rilevò la presenza di un sommergibile. Seguì una caccia antisom durata un'ora, che vide il lancio di 27 cariche di profondità da 150 kg e cinque da 30 kg, e che si concluse con il presunto affondamento dell'unità subacquea nemica (ma non esistono conferme in tale senso). Alle cinque del pomeriggio del 28 agosto la Calliope rientrò al Pireo.
Alle otto del 2 settembre 1942 la Calliope salpò dal Pireo per scortare a Tobruch, insieme alle gemelle Lupo, Castore e Polluce, un convoglio composto dai piroscafi Padenna, Sportivo e Bianchi. Verso le 16 del 3 settembre un ricognitore avversario venne abbattuto dalla scorta aerea ed il suo equipaggio recuperato dalla Lupo. Alle 18.45 dello stesso giorno il convoglio subì un primo attacco da parte di bombardieri Consolidated B-24 Liberator: la reazione della scorta disperse la formazione attaccante, obbligandola a ritirarsi. Intorno alla mezzanotte ebbe inizio un nuovo attacco aereo: il Bianchi venne colpito ed esplose, affondando in pochi secondi, mentre le altre unità si divisero: la Lupo e la Castore si allontanarono insieme allo Sportivo, la Polluce e la Calliope proseguirono in altra direzione con il Padenna. Nelle prime ore del 4 settembre ebbe inizio un nuovo attacco aereo: un velivolo buttatosi in picchiata sulla Polluce, la colpì con una bomba incendiaria sul ponte di poppa, distruggendo il cannone poppiero da 100 mm e provocando un vasto incendio e numerose vittime e feriti. La Calliope accorse in aiuto dell'unità gemella, affiancandosi ad essa e lasciando proseguire da solo il Padenna (che alle 2.57 venne colpito da due siluri lanciati dal sommergibile HMS Thrasher e s'inabissò nel punto 32°44' N e 24°11' E). Le fiamme vennero parzialmente domate prima che potessero raggiungere i depositi di nafta e la Polluce venne presa a rimorchio dalla Calliope che tentò di trainarla verso la costa, ma le condizioni del mare andavano peggiorando e ad un certo punto un'onda investì la zona poppiera della nave danneggiata, che affondò rapidamente al largo di Tobruk (i sopravvissuti vennero salvati dalla nave ospedale Virgilio). La Calliope giunse a Tobruch alle 14.
Dalle otto di sera del 4 settembre al 6 del mese la nave scortò da Tobruk a Bengasi il piroscafo Tripolino, ripartendo alle cinque dell'8 settembre per scortare il piroscafo Iseo a Tobruk, dove giunse alle 15.30 del 9 dopo un allarme antisom (dall'1.30 alle 2) ed uno aereo (fino alle 4). Alle 18.30 la torpediniera lasciò Tobruk insieme all'incrociatore ausiliario Brioni diretto al Pireo carico di truppe: appena salpate le due navi scamparono indenni ad un bombardamento aereo su Tobruch compiuto da dieci bombardieri Consolidated B-24 Liberator mentre erano in partenza, poi, alle 11.06 del 10 settembre, evitarono anche un attacco da parte del sommergibile HMS Una effettuato in posizione 35°12' N e 23°29' E e diretto contro il Brioni.
Alle otto di sera del 18 settembre la torpediniera salpò da Brindisi, insieme ai cacciatorpediniere Freccia e Zeno, per scortare a Bengasi (con arrivo previsto per le 16.40 del 20) le grandi e moderne motonavi Monginevro ed Apuania: alle 9.25 del 20 settembre il sommergibile HMS Taku lanciò tre siluri contro l’Apuania in posizione 33°30' N e 21°10' E (a nord di Bengasi), tuttavia nessuna nave fu colpita.
Alle otto di sera del 20 settembre la Calliope ripartì da Bengasi diretta a Tobruk, di scorta al piroscafo Santa Fe carico di esplosivi, arrivando in porto alle otto di mattina del 22. Portatasi alla fonda durante il giorno, evitando così un attacco aereo su Tobruk, la nave, alle 6 del 23 settembre, venne inviata a Derna ove giunse alle otto di sera, dopo aver svolto un pattugliamento antisom lungo il litorale cirenaico. Nella mattinata del 24, dopo aver passato la notte alla fonda, la torpediniera entrò nel porto di Derna e si rifornì, quindi, alle otto di sera, ripartì per scortare a Tobruk il pontone Giulio ed i rimorchiatori Ciclope e Priomart, giungendo a destinazione a mezzogiorno del 25. Alle 19 la nave ripartì di scorta al Ciclope ed arrivò a Derna alle 8 dell'indomani, restando alla fonda tutto il giorno e ripartendo alle ore 20, scortando il Ciclope a Bengasi dove arrivò alle 13 del 27 settembre. Dalle 18.30 alle 19 Bengasi venne bombardata da sei bombardieri, cui seguì un secondo attacco aereo tra le 23.30 e le 00.37: in entrambi i casi la Calliope venne mancata di pochi metri da una bomba, caduta a poppavia della nave durante il primo attacco ed a pochi metri dal fianco sinistro nel secondo.
Alle 7 del 28 settembre la torpediniera ripartì di scorta al piroscafo Creta diretto a Tobruk. Durante il mattino del 29 una mina vagante venne distrutta con le armi di bordo, poi, dalle otto di sera alle dieci e mezza, la torpediniera effettuò una caccia antisom con bombe di profondità da 150 kg, ritenendo (a torto) di aver affondato il sommergibile nemico. Alle 8 del 30 settembre la Calliope arrivò a Tobruk, dove rimase poi bloccata per quattro giorni causa avarie ai motori. Il 7 ottobre, alle sette, la nave ripartì per una duplice missione di pattugliamento antisom e scorta del piroscafo Creta a Bengasi. Dalle 20.30 alle 22.30 venne eseguita caccia contro un'unità subacquea e nel frattempo anche un aereo sorvolò la formazione mantenendosi in quota, mentre alle 22.45 vi fu un lancio di bengala. Fu però alle sette del mattino seguente che il Creta venne centrato da due siluri ed affondò spezzandosi in due.
Dopo una missione di scorta ad un convoglio insieme alla torpediniera di scorta Groppo fino alle coste tunisine, dove venne rilevata il 6 novembre dalla torpediniera di scorta Animoso, la Calliope, rientrata a Trapani alle 6 dell'8 novembre, rimase a disposizione sino al 10 per un eventuale attacco contro un grosso convoglio britannico diretto a Malta. Alle quattro del 10 novembre la Calliope e la Clio lasciarono Trapani e si diressero a Napoli dove giunsero alle 18 del giorno stesso, dopo alcune esercitazioni di tiro e scoperta antisom. Alle 00.30 dell'11 novembre la nave e la gemella Cigno lasciarono il porto partenopeo e scortarono un mercantile a Palermo, dove giunsero alla mezzanotte del 12. Alle otto del 15 novembre Calliope e Clio ripartirono, con mare molto mosso, per scortare a Biserta il piroscafo tedesco Menes e la piccola nave cisterna Labor: durante tale navigazione, alle 90.07 ed alle 10.48 del 16 novembre, i due trasporti vennero infruttuosamente attaccati dapprima dal sommergibile britannico Saracen, con il lancio di tre siluri in posizione 37°40' N e 10°40' E (a nord del golfo di Tunisi) e poi dal sommergibile britannico Parthian con il lancio di tre siluri, in posizione 38°03' N e 11°51' E (a nordest di Marettimo), ma il problema maggiore rimase il mare tempestoso, che faceva sbandare la Calliope sino quasi al capovolgimento e che le fece perdere il contatto con il convoglio. Alle sette del 16 novembre la torpediniera riuscì ad essere in vista delle altre navi ma, avendo timone e turbodinamo guasti, dovette dirigere su Trapani ove giunse alle 16 del 17 novembre.
Le riparazioni durarono due giorni, poi, alla mezzanotte del 19 novembre, la Calliope ripartì per scortare a Palermo, insieme alla torpediniera Orsa, una nave cisterna, arrivando a destinazione l'indomani mattina alle otto.
Dal 21 novembre al 15 dicembre 1942 la torpediniera fu sottoposta a lavori di manutenzione nell'arsenale di Palermo, restando in bacino di carenaggio dal 13 al 15 dicembre.
Alle 23.30 del 15 dicembre, dopo essersi rifornita di munizioni, la Calliope salpò dal molo Piave di Palermo diretta a Trapani di scorta ad un piroscafo. Dopo una breve navigazione con mare mosso, alle 9 del 16 dicembre le due navi entrarono a Trapani. Alle 16.30 dello stesso giorno la nave prese di nuovo il mare insieme alle gemelle Cigno e Perseo per un pattugliamento antisommergibile da effettuarsi al largo della costa della Tunisia, dove le tre navi giunsero alle otto di quella sera. La missione proseguì, con alcuni allarmi aerei e di sommergibili, sino alle 12.30 del 17, quando, rimpiazzate dalla torpediniera di scorta Fortunale, Calliope e Perseo diressero per il luogo dell'affondamento del cacciatorpediniere Aviere, silurato alle 11.40 di quel giorno dal sommergibile HMS Splendid. Dopo aver incontrato due motosiluranti tedesche inizialmente scambiate per inglesi ma presto identificate, le due torpediniere giunsero sul luogo dell'affondamento solo alle 17 e vi trovarono un ormai sparuto gruppo di naufraghi: la Calliope recuperò cinque superstiti tra cui due ufficiali, e due cadaveri, la Perseo salvò dodici uomini, pochi altri vennero recuperati da una nave ospedale e da un aereo della CRI. Le due torpediniere diressero quindi per Trapani, dove arrivarono a mezzanotte.
Alle dieci del 18 dicembre Calliope e Perseo partirono per una nuova missione di rastrello antisom nel canale di Sicilia. Alle 16 venne rilevato ciò che si ritenne essere un sommergibile e si passò quindi all'attacco, con il lancio, da parte della Calliope, di 15 bombe di profondità da 150 kg. L'affiorare di grandi chiazze di olio e nafta fece ritenere che l'unità nemica fosse stata affondata (ma un affondamento od un danneggiamento in tale occasione non è mai stato riferito). Causa il mare mosso, che ostacolava l'ascolto da parte delle apparecchiature di rilevamento, le due torpediniere dovettero poco dopo interrompere la missione e rientrare a Trapani, giungendovi alle 23.30.
Alle sette del 21 dicembre la nave riprese il mare unitamente alla gemella Sagittario per un'altra missione antisommergibile al largo della Tunisia, ma il tempo andò peggiorando sino a giungere alle 11.30 a mare agitato ed all'una del pomeriggio la Sagittario dovette tornare in porto per guasti all'apparato motore. Verso le due di notte, con tempo leggermente migliorato, la Calliope venne sorvolata da un aereo, presto respinto dal fuoco delle armi di bordo. Lo stesso episodio si ripeté un'ora più tardi. Verso le otto del 22 dicembre la nave venne dirottata sul punto del possibile affondamento di un trasporto arrivandovi due ore dopo, ma non trovando – così come due MAS già sopraggiunti – nessuna traccia del presunto affondamento. Alle 12.30 dello stesso giorno l'unità si ormeggiò a Trapani.
Alle 10.30 del 23 dicembre la nave ripartì per un ulteriore pattugliamento antisom lungo il litorale tunisino ed il mattino successivo si pose in avanguardia, con funzioni antisommergibile, ad un convoglio diretto a Tunisi. Alle 11.30 venne individuato un sommergibile e seguirono alcune ore di caccia, con il lancio di 27 bombe di profondità da 150 kg. A mezzogiorno del 25 dicembre la Calliope fece ritorno a Trapani, dove, appena ormeggiata, venne visitata dal principe Umberto di Savoia. Alle tre di notte del 26 l'unità dovette ripartire, alle sei ci fu un breve allarme navale, un'ora dopo venne incontrato al largo di Pantelleria un mercantile da scortare a Palermo: alle otto di sera le due navi giunsero nel porto siciliano.
Dopo una sosta protrattasi dal 27 al 31 dicembre per lavori, alle undici di sera del 31 dicembre la Calliope dovette ripartire, scortando due piroscafi a Trapani con mare molto mosso.
A mezzogiorno del 16 gennaio 1943 Calliope e Perseo partirono da Tripoli di scorta alla motonave D'Annunzio, ma dopo appena quaranta minuti la Calliope dovette tornare in porto per via del mare molto mosso (il resto del convoglio venne poi attaccato da cacciatorpediniere inglesi che affondarono la D'Annunzio e danneggiarono gravemente la Perseo). A mezzanotte del 17 gennaio la Calliope ripartì di scorta ai piroscafi Sportivo ed Amba Alagi diretti in Italia, ma alle 10.20 del mattino seguente, al largo di Zuara, lo Sportivo affondò rapidamente in posizione 33°00' N e 12°08' E colpito da due dei tre siluri lanciati dal sommergibile HMS Unseen: mentre l’Amba Alagi recuperava i naufraghi, la torpediniera diede inizio ad una pesante caccia antisommergibile nella quale impiegò tutte le 52 cariche di profondità di cui era dotata. Alle 12.30 riprese la navigazione ed undici ore dopo le due navi giunsero a Sfax, dopo aver evitato un altro siluro lanciato dall’Unseen contro l’Amba Alagi. Alle sette del 19 gennaio la nave ripartì verso l'Italia ma alle 11.30 vi fu un attacco da parte di sei aerosiluranti Bristol Beaufort: la torpediniera aprì il fuoco respingendo gli aerei, ed ebbe analogo esito anche un secondo attacco aereo, svoltosi alle 13. Alle 19 la Calliope approdò a Trapani.
Alle 12.30 del 22 gennaio l'unità ripartì per fornire protezione antisommergibile ad alcuni cacciatorpediniere impegnati nella posa di sbarramenti di mine, ma dovette presto tornare in porto a causa delle avverse condizioni meteomarine e di avarie all'apparato motore. Dal 23 al 25 gennaio la Calliope fu sottoposta a lavori di riparazione e manutenzione a Trapani, poi, alle otto del 26 gennaio, lasciò il porto siculo per scortare due trasporti (cui se ne aggiunse poi un terzo proveniente da Palermo) a Messina. La torpediniera e due piroscafi arrivarono a Messina alle 9 del 27 gennaio, mentre il terzo mercantile proseguì per Reggio Calabria.
Alle due di notte del 28 gennaio la Calliope, le vetuste torpediniere Cascino e Prestinari e la moderna torpediniera di scorta Ardito lasciarono Messina per scortare quattro mercantili a Biserta, ma giunti al largo di Palermo la Calliope entrò in porto (dove si ormeggiò alle 17), mentre al convoglio si aggregavano due corvette ed un mercantile.
Dal 29 gennaio al 6 febbraio la torpediniera fu sottoposta a Palermo a lavori di manutenzione alle macchine.
Alle otto di mattina del 6 febbraio la Calliope ripartì ed alle 16 raggiunse il convoglio che avrebbe dovuto scortare verso Biserta, mettendosi in formazione alle 17. Le navi giunsero a destinazione a mezzanotte. Alle dieci del 7 febbraio la nave e le moderne torpediniere di scorta Ciclone e Fortunale ripartirono per scortare due piroscafi a Napoli, ma alle tre del pomeriggio il convoglio venne individuato da ricognitori ed alle undici di sera, al traverso della Sardegna, ebbe luogo un attacco di aerosiluranti: grazie anche alla manovra della scorta, che coprì i trasporti con cortine fumogene, non si ebbero a lamentare danni e l'incursione terminò alle 00.40, dopo di che il convoglio giunse a Napoli alle due del pomeriggio dell'8 febbraio. Alle otto del 10 febbraio la Calliope tornò in mare insieme ad una petroliera da scortare a Biserta; alle sette del giorno seguente le due navi giunsero nel porto di Palermo e vi sostarono sino a mezzogiorno, quando ripartirono insieme al cacciatorpediniere Lampo, alle torpediniere Castore e Libra ed a sette trasporti. Le condizioni meteomarine andarono però peggiorando e per le otto di sera il mare era in tempesta: il convoglio si disperse e la Calliope, rimasta isolata, s'immobilizzò e divenne ingovernabile, con avarie a timone ed apparato motore, lottando per restare a galla. Intorno alle cinque del mattino del 12 febbraio il mare iniziò a bonacciare e la malconcia torpediniera, pesantemente danneggiata, diresse per Palermo dove arrivò faticosamente a mezzogiorno.
I lavori di riparazione provvisoria dei danni riportati nella tempesta si protrassero dal 13 al 19 febbraio, poi la nave lasciò il molo Santa Lucia e si trasferì nei cantieri navali ove fu sottoposta a lavori più approfonditi, protrattisi per alcune settimane.
Il 4 maggio 1943 la Calliope e la moderna torpediniera di scorta Groppo salparono da Napoli per scortare a Tunisi il piroscafo Sant'Antonio: si trattava del penultimo convoglio fatto partire per la Tunisia. Il convoglio venne attaccato in quota (oltre 10.000 metri, quota non raggiungibile dal tiro delle torpediniere) da bombardieri statunitensi che sganciarono circa 120 bombe: mentre le due torpediniere riuscirono a scampare alla distruzione manovrando a zig zag alla massima velocità (32 nodi), il piroscafo venne centrato da diverse bombe e s'inabissò rapidamente. Le unità della scorta recuperarono circa 30 tra morti e superstiti. Alle 16 Groppo e Calliope iniziarono la navigazione di ritorno: la prima diresse su Trapani, la seconda arrivò a Napoli all'una di notte del 5 maggio. Alle cinque della stessa giornata la torpediniera salpò da Napoli e si trasferì a Gaeta (arrivandovi alle nove): là rimase circa tre giorni.
Alle quattro dell'8 maggio la Calliope ripartì per scortare a Catania un piroscafo ed un rimorchiatore, ma presto rientrò a Pozzuoli (arrivandovi alle undici) causa il mare agitato. All'una di pomeriggio dell'11 maggio la torpediniera ripartì per fare ritorno a Gaeta (dove arrivò alle 15.45) e qui fu sottoposta a brevi lavori protrattisi sino al 18 maggio. Alle 16 del 19 maggio l'unità uscì in mare per un'esercitazione ed eseguì nove serie di dieci salve ognuna con i propri cannoni, poi, alle 18, si mise alla fonda in attesa dell'oscurità per le esercitazioni di tiro notturno. Calato il buio, la nave salpò le ancore alle 20.30 e mezz'ora dopo e quindi, fino alle 23.30, eseguì quattro serie di dieci salve con tiro illuminante ed all'1.30 si ormeggiò nuovamente in porto. Alle 11.30 dell'indomani ripartì per eseguire esercitazioni di tiro antiaereo: vennero eseguite cinque serie di tre salve; seguirono due serie di dodici salve di tiro navale, poi, alle 15, la nave tornò in porto. Alle 21 la Calliope tornò in mare ed alle 21.30 iniziò il tiro notturno (quattro serie di dieci salve; due cannoni sparavano con tiro battente, il terzo con tiro illuminante). Ultimata l'esercitazione a mezzanotte, la nave tornò ad ormeggiarsi alle due. Alle tre del 23 maggio la nave ripartì e si trasferì a Pozzuoli, dove arrivò alle 6.30, quindi, dopo aver preso a bordo, alle dieci, 4 siluri per esercitazioni, alle 13.15 prese il mare unitamente al cacciatorpediniere Vivaldi e dalle 14.30 alle 19 eseguì lanci diurni di siluri. Dopo aver trascorso alcune ore alla fonda nei pressi di Torre del Greco, la Calliope ripartì alle 22 ed eseguì esercitazioni di lancio notturno di siluri, facendo ritorno a Pozzuoli alle 2.30 del 24 maggio.
Il 26 maggio, alle sei del mattino, l'unità ripartì per scortare un piroscafo a Trapani, ma entro le nove il mare iniziò ad essere piuttosto burrascoso. Mentre la nave, giunta ad una ventina di miglia da Pozzuoli, accostava verso sud per dirigere verso la Sicilia, due violente ondate colpirono l'unità di traverso in rapida successione, spazzandone i ponti: un marinaio che si trovava a poppa venne trascinato in mare. Fortunatamente a bordo ci si accorse della scomparsa e la Calliope invertì la rotta e si mise alla ricerca del marinaio scomparso, riuscendo a recuperarlo nel giro di tre ore.
Il 21 luglio, mitragliata, lamentò il ferimenti di 28 uomini dell'equipaggio e la morte di altri 7 uomini (tra cui Giovanni Raicevich, figlio omonimo di Giovanni Raicevich).
Alle 19.30 dell'8 settembre 1943, dopo la proclamazione dell'armistizio, la Calliope partì da Pozzuoli insieme alla moderna torpediniera di scorta Fortunale e alla vetusta torpediniera Carini per portarsi a La Spezia, ma alle dieci del mattino del 9 settembre le tre navi ricevettero l'ordine di dirigersi a La Maddalena. Alle cinque del pomeriggio dello stesso giorno le tre navi vennero nuovamente dirottate su Portoferraio, dove giunsero in serata. Nella mattinata dell'11 settembre la Calliope, insieme ad altre sei torpediniere, lasciò Portoferraio diretta a Palermo, ove giunse l'indomani alle dieci. Fino alla sera del 18 settembre le navi rimasero in rada, poi entrarono in porto ove si approvvigionarono di acqua e provviste e quindi, l'indomani all'alba, ripartirono alla volta di Malta. Giunte alla Valletta il 20 settembre, le torpediniere rifornirono con i viveri imbarcati a Palermo le navi maggiori che si trovavano internate a Malta già da diversi giorni.
Il 4 ottobre 1943 la Calliope, insieme alla gemella Libra ed a svariate altre unità (tre incrociatori, due cacciatorpediniere, sei corvette, altrettante motosiluranti e nove VAS) lasciò Malta e rientrò in Italia.
Durante la cobelligeranza (1943-1945) la Calliope fu impiegata in 52 missioni, prevalentemente di scorta convogli per conto degli Alleati. La prima missione di tale tipo ebbe inizio l'8 ottobre 1943, con la scorta di un convoglio di navi italiane impiegate per conto degli Alleati da Taranto ad Algeri.

### Il secondo dopoguerra
Concluse le ostilità, l'unità fu tra le navi lasciate all'Italia dal trattato di pace e passò quindi alla Marina Militare.
Inizialmente fu adibita a missioni di trasporti di truppe e materiali principalmente nel Tirreno, partecipando anche ad occasionali esercitazioni. Nel 1947, destinata alla I Squadriglia, ricominciò l'attività di squadra.
Tra il 1952 ed il 1953 la Calliope venne riclassificata corvetta veloce e sottoposta a grandi lavori di rimodernamento nell'arsenale di Taranto: vennero rimossi i quattro tubi lanciasiluri ed uno dei cannoni da 100/47 mm, mentre fu installato un lanciatore antisommergibile «Porcospino». In seguito all'ingresso dell'Italia nella NATO la nave ricevette inoltre (1953) la nuova sigla identificativa F 551.
La nave prese parte ad esercitazioni con le forze NATO, sia lungo le coste italiane che in acque straniere, toccando porti quali Bona, Malta, Smirne e Tolone.
Con l'assegnazione al I Gruppo Forze Navali di riserva (maggio 1956) l'attività dell'unità subì un considerevole ridimensionamento, riducendosi a scarso servizio locale.
Nel 1958 la Calliope subì ulteriori ammodernamenti, quali l'eliminazione dei due rimanenti pezzi da 100 mm, sostituiti con 2 mitragliere singole da 40/60 mm Mk 3.
Radiata il 1º agosto 1958, la nave venne quindi avviata alla demolizione.